# Crowne Plaza City Centre
Crowne Plaza City Centre – czterogwiazdkowy hotel (****) w Tel Awiwie, w Izraelu. Należy do sieci hotelarskiej Crowne Plaza.

## Położenie
Hotel jest usytuowany w kompleksie handlowo-biznesowym Centrum Azrieli w osiedlu Ha-Kirja w Tel Awiwie. Zajmuje on dwanaście dolnych pięter wieżowca Azrieli Center Square Tower.

## Historia
Hotel został otworzony w 2008 przez izraelskiego biznesmena Lev Levieva.

## Pokoje i apartamenty
Hotel dysponuje 272 pokojami hotelowymi i apartamentami. Każdy pokój wyposażony jest w klimatyzację, automatyczną sekretarkę, biurko, sejf w pokoju, minibarek, łazienkę do użytku prywatnego, własny balkon, dostępne łóżeczka dziecięce, dostęp do Internetu, telefon obsługujący kilka linii, telefon w łazience i telewizję kablową. Wszystkie pokoje posiadają klucze elektroniczne/magnetyczne.
Hotel świadczy dodatkowe usługi w zakresie: bezpłatnych śniadań, ochrony, personelu wielojęzycznego, pomocy medycznej, pomocy w organizowaniu wycieczek, pralni, sejfu w recepcji i transportu z lotniska. Dla ułatwienia komunikacji w budynku jest winda. Hotel nie akceptuje zwierząt.

## Inne udogodnienia
Znajduje się tutaj sala konferencyjna z zapleczem do obsługi zorganizowanych grup. Dodatkowo można korzystać z basenu kąpielowego położonego na zewnątrz budynku. W hotelu jest kantor, gabinet kosmetyczny, restauracja, kawiarnia, sala bankietowa, sklep z pamiątkami oraz kiosk. Dodatkowo w hotelu znajduje się basen kąpielowy i centrum fitness, z sauną i siłownią.
Obiekt jest stowarzyszony w International Gay & Lesbian Travel Association (IGLTA) i przyjmuje gości homoseksualnych (lesbijki i gejów), biseksualnych i transseksualnych (LGBT).